# Monecphora ferranti
Monecphora ferranti är en insektsart som beskrevs av Victor Lallemand 1924. Monecphora ferranti ingår i släktet Monecphora och familjen spottstritar. Inga underarter finns listade i Catalogue of Life.